# Àsia
|  | Per a altres significats, vegeu «Àsia (desambiguació)». |

L'Àsia és un continent situat a l'hemisferi nord que forma la part oriental  supercontinent oriental d'Euràsia. És el continent més gran i més poblat del planeta, i la part més extensa del supercontinent d'Euràsia.
Limita al nord amb l'oceà Àrtic, a l'est amb l'estret de Bering (que la separa d'Amèrica i de l'oceà Pacífic), al sud amb l'oceà Índic i a l'oest començant pel sud de la frontera oest i pujant, amb la mar Roja, l'istme de Suez -que la separa de l'Àfrica-, la mar Mediterrània, i, separant-la d'Europa, l'estret dels Dardanels, la mar de Màrmara i el Bòsfor, la mar Negra, les serralades del Caucas i els Urals i la mar Càspia o mar Caspi.

## Etimologia
La paraula Àsia prové del grec Ἀσία, atribuïda per primer cop a l'Heròdot (cap al 440 aC) i feia referència a la regió d'Anatòlia o, amb el propòsit de descriure les guerres perses, a l'Imperi Persa, en contrast amb Grècia i Egipte. Heròdot comenta que està desconcertat pel fet que tres noms de dona s'utilitzin per a descriure una massa enorme i substancial de la terra (Europa, Àsia, i Líbia, referida a Àfrica), indicant que la majoria dels grecs van assumir que Àsia va ser anomenada en referència a l'esposa de Prometeu, però que els lidis deien que fou anomenada en referència a Asias, fill de Cotys, i que passà a la tribu de Sardes.
Fins i tot abans d'Heròdot, Homer parla d'un aliat de Troia anomenat Asios i també descriu un aiguamoll com ασιος (Ilíada, 2, 461). En la llengua grega, el terme pot derivar d'Assuwa, una confederació d'estats d'Anatòlia occidental del segle xiv aC que fou derrotada pels hitites.
Alternativament, l'etimologia del terme pot provenir de la paraula de la llengua acàdia (w)aṣû(m) que significa 'ascendir', referida a la direcció de la sortida del sol a Orient Mitjà, connectada també amb la paraula fenícia asa, que significa 'est'.

## Geografia

### Geografia física

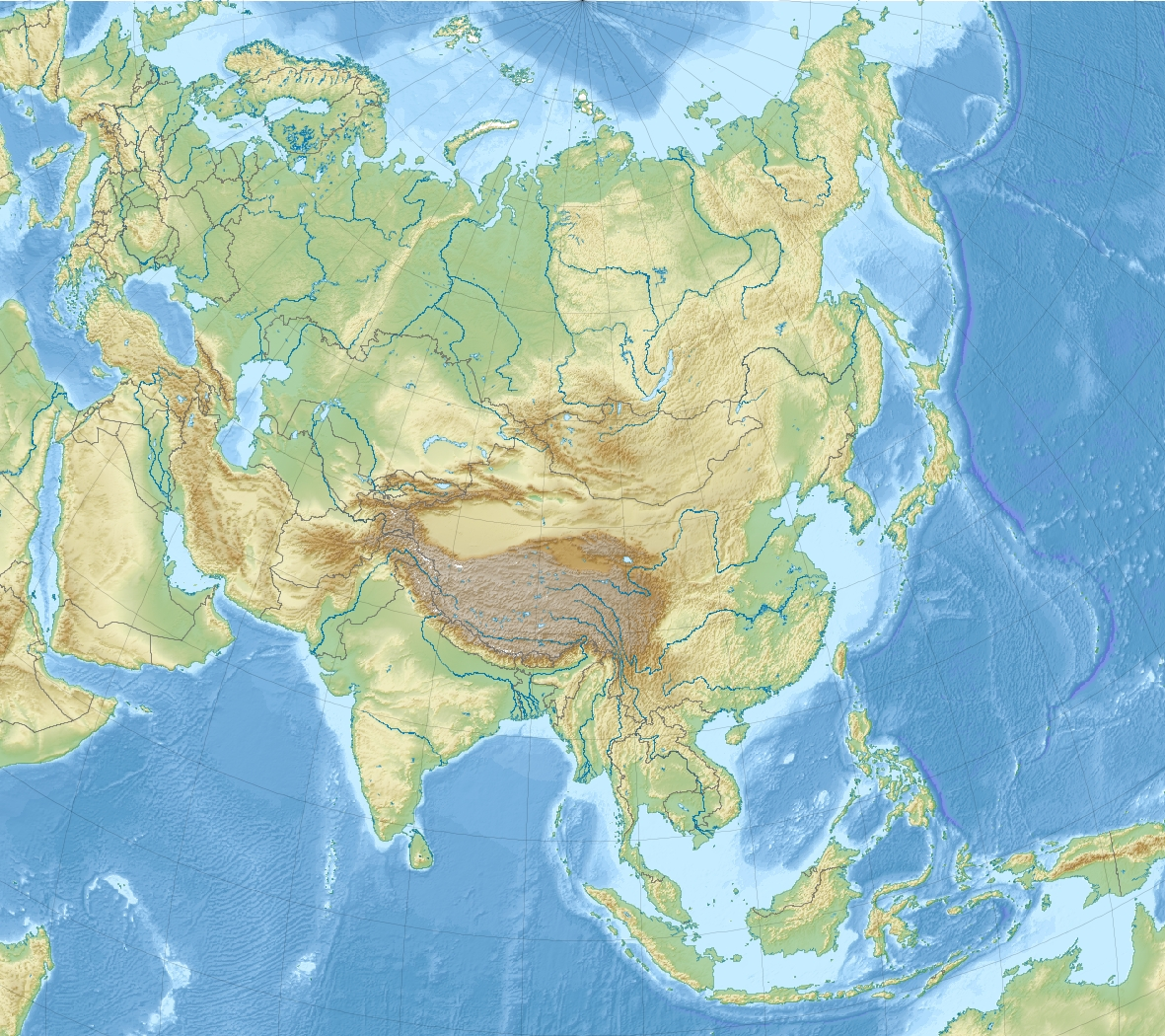

Molts geògrafs no consideren que Àsia i Europa siguin continents separats, ja que realment no hi ha separació física entre ambdues. Per exemple, sir Barry Cunliffe, professor emèrit d'arqueologia europea de la Universitat d'Oxford, sosté que Europa és geogràficament i culturalment només la prominència occidental del continent asiàtic, una gran península asiàtica.
Geogràficament, Àsia és la major part de l'est del que constitueix Euràsia – i és Europa la península nord-occidental d'aquesta massa de terra– o d'Àfrica-Euràsia; geològicament, Àsia, Europa i Àfrica formen una única massa contigua (excepte el canal de Suez) i comparteixen la mateixa plataforma continental.
Quasi tot Europa i la major part d'Àsia estan situades sobre la placa eurasiàtica, que s'uneix al sud amb la placa aràbiga i la placa índica, mentre que la part est de Sibèria està sobre la placa nord-americana i les Filipines sobre la placa filipina.
Així i tot, aquí parlarem del que s'ha considerat i es considera, tradicionalment o com a convenció, com el continent d'Àsia.
Té un litoral molt accidentat, amb multitud de mars interiors: mar Aràbiga, mar de la Xina Meridional, mar de Java, mar de la Xina oriental, mar Groga, mar del Japó, mar d'Okhotsk, mar de Bering, mar de Kara, mar de Barentsz, etc.); golfs (golf Pèrsic, golf d'Oman, golf de Bengala, golf de Siam, golf de Tonquín, golf d'Anadir, etc.); penínsules (Anatòlia, Aràbia, Índia, Malacca, Indoxina, Corea, Kamtxatka, Taimir, Kola, etc.), i illes adjacents, com Xipre, les Maldives, Sri Lanka, el gran arxipèlag d'Insulíndia (que inclou les Filipines, Borneo, Sumatra, Java i Cèlebes, entre d'altres), Taiwan, les illes del Japó, Sakhalín, Nova Sibèria, la Terra del Nord, Nova Terra, etc.

### Relleu

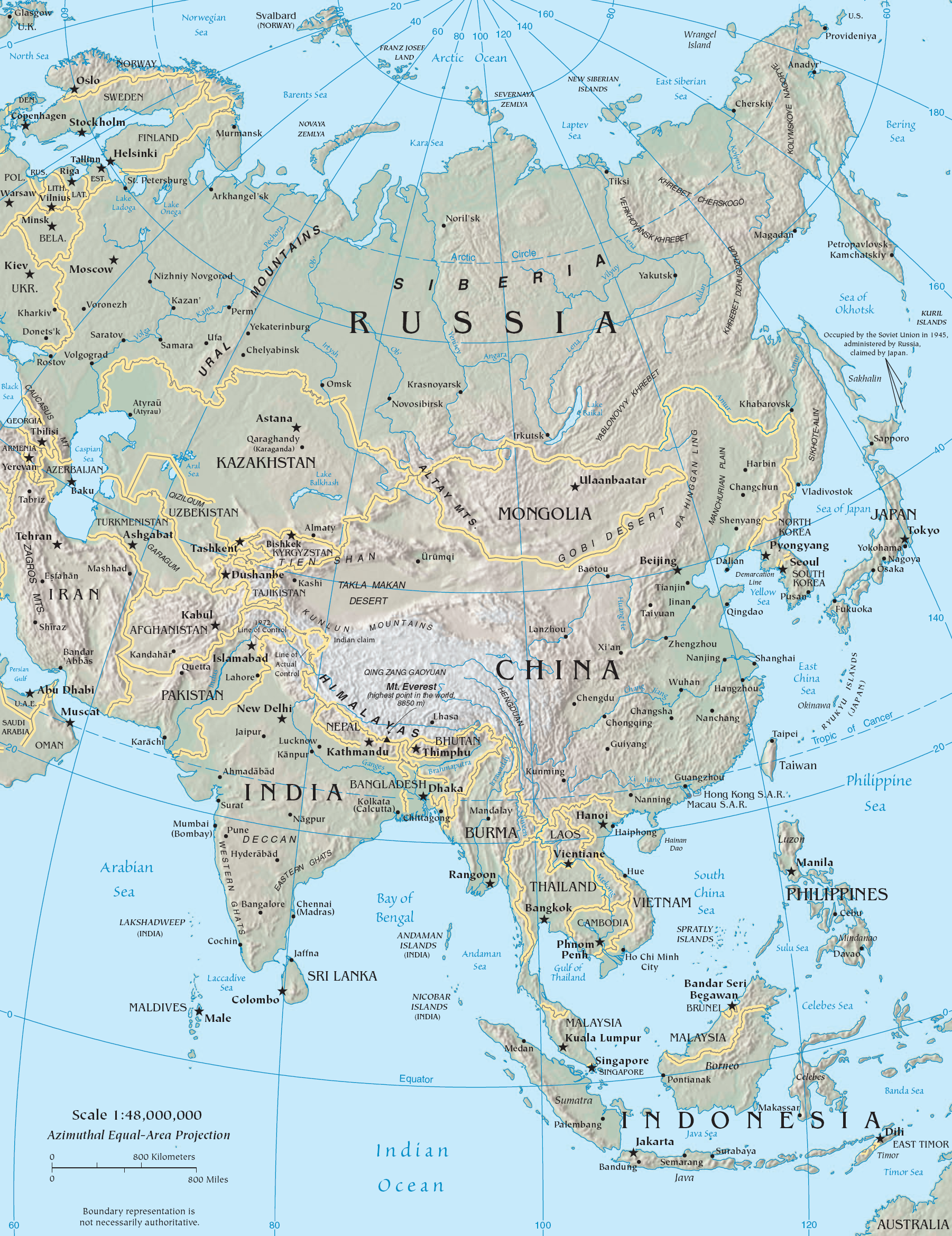
Mapa físic d'Àsia, excepte el sud-oest asiàtic

És un continent muntanyós, on sobresurt la serralada de l'Himàlaia, que conté les màximes altures de la Terra, amb cims com l'Everest, el K2 o l'Annapurna, tots amb més de 8.000 metres d'altitud. També s'hi troben grans planures com Sibèria (al nord) i deserts com el Gobi (al centre) o el desert d'Aràbia (al sud-oest).
Al continent asiàtic destaquen les formacions següents: 
- Al nord, la plana asiàtica.
- A la zona central, una sèrie d'alts altiplans com els de l'Iran, Pamir, Tibet i Mongòlia. Els de Pamir i Tibet estan situats a 3.600 m i 5.000 m respectivament. També hi ha una sèrie de serralades joves: els Monts Zagros, el Karakoram i l'Himàlaia, on es troba el punt més elevat de la Terra: l'Everest (8.844 m).
- A l'est, la plana Xinesa.
- Al sud, l'altiplà del Deccan i la plana d'Indoxina.
- Es completa el relleu amb una sèrie de planes al·luvials, per on transcorren grans rius (sobretot a l'Índia, procedents de l'Himàlaia).

Els rius més importants són 
- l'Obi, el Ienissei i el Lena a la conca de l'Àrtic;
- l'Amur, el riu Groc, el Iangtsè i el Mekong a la conca del Pacífic;
- i el Brahmaputra, l'Irauadi, el Ganges i l'Indus a la conca de l'oceà Índic;
-el Tigris i l'Eufrates a la conca del Golf Pèrsic, a l'Àsia occidental,
- i l'Amudarià i el Sirdarià a la conca endorreica interior.
El continent també té grans llacs: la mar Càspia -el més gran del planeta-, la mar d'Aral, la mar Morta -de salinitat intensa-, o el Baikal -el llac amb més fondària del món-.

### Clima
L'Àsia presenta una gran diversitat climàtica i de vegetació a causa del seu gegantí territori, la latitud i la longitud: des dels secs paisatges desèrtics a l'exuberant selva tropical, i característiques geogràfiques que presenten molts tipus de climes: equatorial, de monsó, continental, mediterrani, desèrtic, polar i d'alta muntanya.

#### Climes càlids
Els principals tipus de clima càlid a l'Àsia són: equatorial, tropical humit, tropical sec i desèrtic. Els dos primers, caracteritzats per les seves abundants precipitacions, s'estenen per tot el sud-est asiàtic, tant en la seva part continental per la península de l'Hindustan i Indoxina, com a la insular pels arxipèlags d'Indonèsia i Filipines.
Per la seva banda, el clima desèrtic i el tropical sec, on les precipitacions són escasses, es donen a l'Orient Pròxim, a la península Aràbiga, a l'Iran i a l'Àsia central.
Al costat d'aquests climes, al sud i a l'est es dona també el clima monsònic, una varietat climàtica específica d'Àsia; la principal característica n'és el desplaçament de masses d'aire des de l'oceà cap al continent durant l'estiu i en sentit contrari a l'hivern. A causa d'això, el clima monsònic presenta pluges estacionals i una oscil·lació de la temperatura diària i anual major que en el clima equatorial. Es classifiquen en: clima tropical plujós, clima tropical monsònic, clima temperat plujós, clima sec i clima mediterrani.

#### Climes temperats
El principal tipus de clima temperat d'Àsia és el continental.
El clima continental té hiverns molt freds i secs, i estius temperats i amb majors precipitacions. Es dona a la regió siberiana.
El clima mediterrani, de precipitacions irregulars i amb temperatures suaus a l'hivern i càlides a l'estiu, s'estén per les costes de la península d'Anatòlia, Síria i Palestina.
Varietats similars al tipus de clima mediterrani, però amb precipitacions molt més abundants en els mesos d'estiu, es donen a les zones costaneres de la Xina, Corea del Sud i Japó.

#### Climes freds
Els principals tipus de clima fred d'Àsia són el clima d'alta muntanya, propi dels alts altiplans interiors, i el clima polar, que es dona a l'extrem septentrional del continent.

## Història d'Àsia

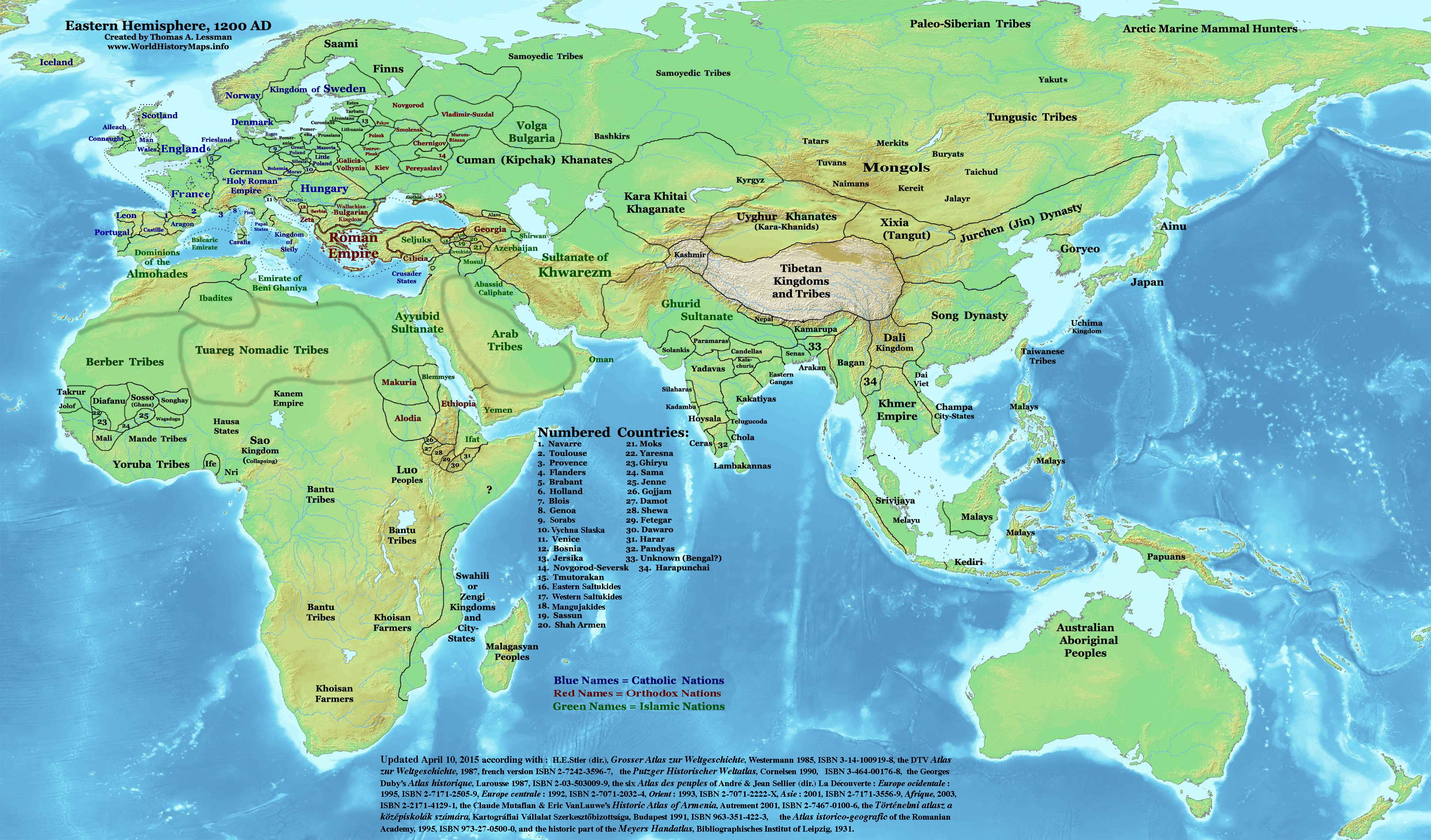
Àsia cap al 1200

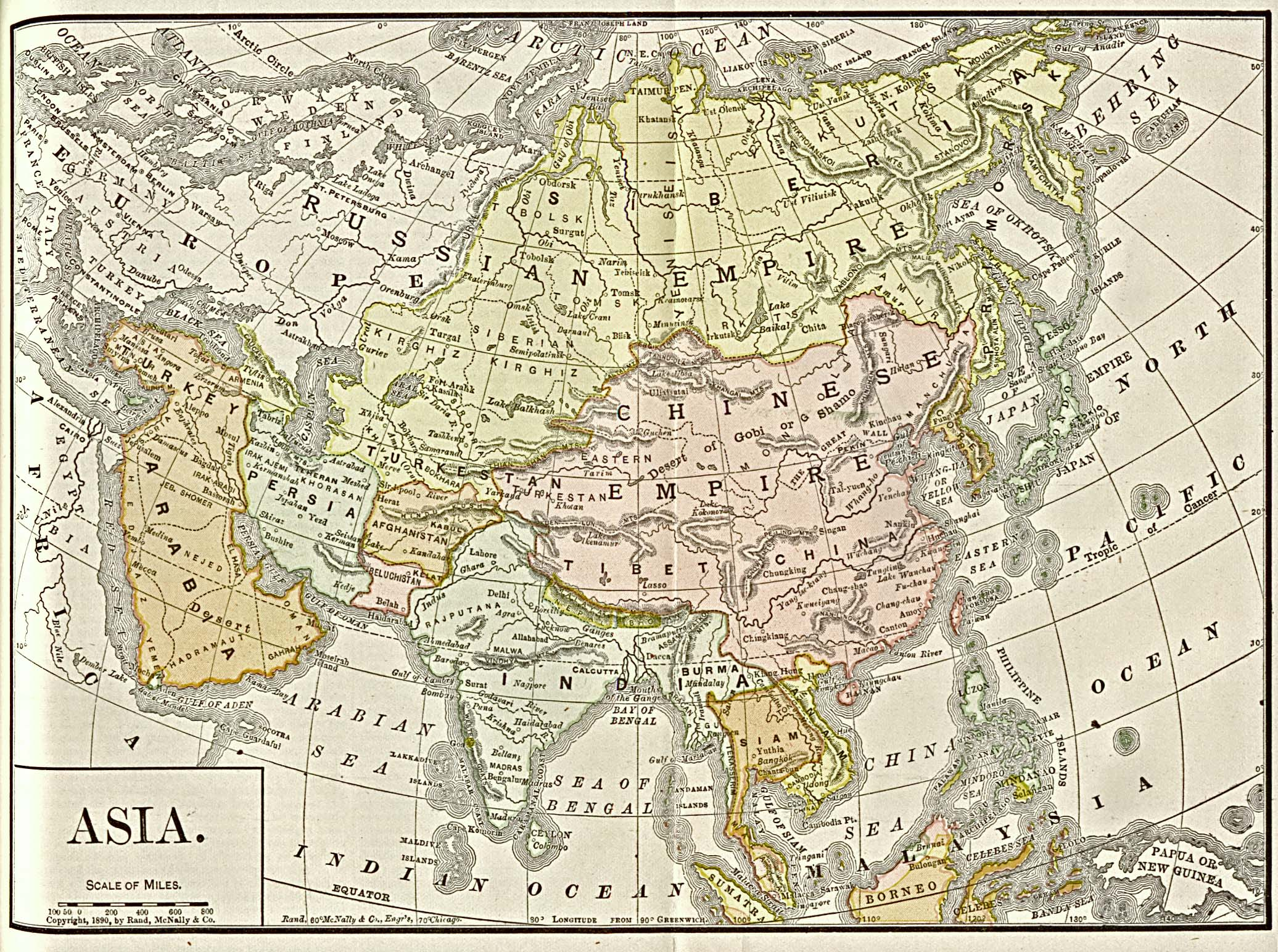
Mapa d'Àsia, 1892

La gran dimensió del continent asiàtic fa que la seva història no es pugui veure des d'un punt de vista global, sinó que cadascuna de les seves regions (Extrem Orient, Àsia meridional, Àsia sud-oriental, Orient Mitjà i Àsia central) tingui una història pròpia, no necessàriament lligada a la de la resta de regions.
Àsia fou un dels continents on es desenvoluparen les primeres civilitzacions. A les valls de rius principals del continent: el Tigris i l'Eufrates, ambdós a Mesopotàmia, el riu Indus, i a la vall del riu Groc.
D'entre les civilitzacions més destacades, podem esmentar l'Orient Pròxim i Mitjà: Sumer, Accad, Assíria, Babilònia, Fenícia (un dels primers grans pobles mariners i comercials que establiren colònies a tota la Mediterrània, entre aquestes Cartago), i la civilització xinesa a l'Orient Llunyà. Aquestes civilitzacions compartiren moltes similituds. És possible que intercanviessin tecnologia i idees. L'escriptura, en canvi, sembla que es va desenvolupar de manera individual en cadascuna de les regions. La zona de l'Àsia central fou habitada des de temps llunyà per tribus nòmades que muntaven a cavall, i que realitzaven incursions periòdiques tant a la Xina, com a l'Àsia meridional i fins i tot Europa.
El desenvolupament d'aquestes civilitzacions, i el contacte comercial d'aquestes amb altres europees, comportà la generació de diversos imperis: Cir el Gran conformà l'Imperi persa al segle vi aC, que s'estenia des de l'Indus fins a la frontera grega. El macedoni Alexandre el Gran conquerí tot aquest vast imperi al segle iv aC, però amb la seva mort, l'imperi es desmembrà. La major part fou ocupada successivament per l'Imperi Selèucida, l'Imperi part i l'Imperi Sassànida. L'Imperi Romà controlà la part d'Àsia occidental, arribant a Mesopotàmia. Moltes d'aquestes cultures foren influenciades per la ruta de la Seda, que connectà la Xina, l'Índia, l'Orient Mitjà i Europa.
A l'edat mitjana l'islam, originari d'Aràbia, envaí gran part del continent, des de l'Orient Mitjà i Pròxim, passant pel Caucas fins a l'Àsia central. Es creà la dinastia omeia amb seu a Damasc, més tard substituïda per l'abbàssida amb seu a Bagdad. Tribus turques procedents de l'Àsia central, que adoptaren l'islamisme, arribaren a la zona el segle x i crearen l'Imperi seljúcida. Al segle xiii, es creà l'Imperi Mongol, que es va estendre des de la Xina fins a Europa, un dels majors imperis de la història.
A l'edat moderna una nova tribu turca formà l'Imperi Otomà, que existí des del segle xvi fins al segle xx. L'Imperi Rus començà a expandir-se des del segle xvii. També aquest segle, els manxús van envair la Xina i van enderrocar la dinastia Ming, establint la dinastia Qing, que va governar la Xina fins a la seva abolició el 1911, després de la Revolució Xinhai.
Des del segle xv, els europeus prengueren el control a nombroses zones del continent: els portuguesos a Macau i Goa, els espanyols a les Filipines, i cap als segles XIX i XX, els britànics a l'Índia, els neerlandesos a Indonèsia i els francesos a Indoxina. Anglesos i russos mantingueren una forta lluita per les regions de l'Àsia central al segle xix. Diverses zones es mantingueren fora del control dels europeus durant aquests anys, tot i que no fora de la seva influència, com ara Pèrsia, Tailàndia i una gran part de la Xina.
Al segle xx, l'Imperi japonès envaí Xina, Corea i el sud-est asiàtic, durant la Segona Guerra Mundial. Després de la guerra, la majoria de territoris esdevingueren independents. Durant la guerra freda, es produïren diversos conflictes com la Guerra de Corea, la Guerra del Vietnam o la Guerra afganosoviètica. El conflicte araboisraelià, les disputes entre Índia, Xina i Pakistan, la Guerra de l'Afganistan o la Guerra d'Iraq són alguns dels fronts oberts avui dia al continent.

## Territoris i regions

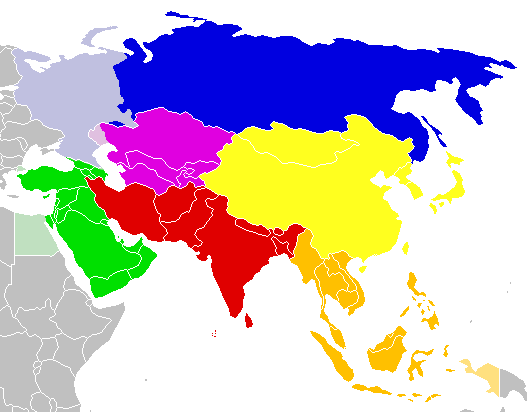
Geoesquema de les subregions d'Àsia de l'ONU:
Àsia septentrional
Àsia central
Àsia occidental
Àsia meridional
Àsia oriental
Àsia sud-oriental

|                              | Nom de la regió i territori   | Àrea (km²) | Població (1 juliol 2008 est.) | Densitat de població (per km²) | Capital                       |
| ---------------------------- | ----------------------------- | ---------- | ----------------------------- | ------------------------------ | ----------------------------- |
| Àsia central:                |                               |            |                               |                                |                               |
| Kazakhstan                   | Kazakhstan                    | 2.724.927  | 15.666.533                    | 5,7                            | Astanà                        |
| Kirguizstan                  | Kirguizstan                   | 198.500    | 5.356.869                     | 24,3                           | Bixkek                        |
| Tadjikistan                  | Tadjikistan                   | 143.100    | 7.211.884                     | 47,0                           | Duixanbe                      |
| Turkmenistan                 | Turkmenistan                  | 488.100    | 5.179.573                     | 9,6                            | Aşgabat                       |
| Uzbekistan                   | Uzbekistan                    | 447.400    | 28.268.441                    | 57,1                           | Taixkent                      |
| Àsia oriental:               |                               |            |                               |                                |                               |
| Corea del Nord               | Corea del Nord                | 120.540    | 23.479.095                    | 184,4                          | Pyongyang                     |
| Corea del Sud                | Corea del Sud                 | 98.480     | 49.232.844                    | 490,7                          | Seül                          |
| Hong Kong                    | Hong Kong                     | 1.092      | 7.903.334                     | 6.688,0                        | Victoria                      |
| Japó                         | Japó                          | 377.835    | 127.288.628                   | 336,1                          | Tòquio                        |
| Macau                        | Macau                         | 25         | 460.823                       | 18.473,3                       | Macau                         |
| Mongòlia                     | Mongòlia                      | 1.565.000  | 2.996.082                     | 1,7                            | Ulan Bator                    |
| República de la Xina         | República de la Xina (Taiwan) | 35.980     | 22.920.946                    | 626,7                          | Taipei                        |
| República Popular de la Xina | República Popular de la Xina  | 9.584.492  | 1.322.044.605                 | 134,0                          | Pequín                        |
| Àsia septentrional:          |                               |            |                               |                                |                               |
| Rússia                       | Rússia                        | 17.075.400 | 142.200.000                   | 26,8                           | Moscou                        |
| Àsia sud-oriental:           |                               |            |                               |                                |                               |
| Brunei                       | Brunei                        | 5.770      | 381.371                       | 60,8                           | Bandar Seri Begawan           |
| Birmània                     | (Myanmar)                     | 678.500    | 47.758.224                    | 62,3                           | Naypyidaw                     |
| Cambodja                     | Cambodja                      | 181.035    | 13.388.910                    | 74                             | Phnom Penh                    |
| Filipines                    | Filipines                     | 300.000    | 92.681.453                    | 281,8                          | Manila                        |
| Indonèsia                    | Indonèsia                     | 1.419.588  | 237.512.355                   | 159,9                          | Jakarta                       |
| Laos                         | Laos                          | 236.800    | 6.677.534                     | 24,4                           | Vientiane                     |
| Malàisia                     | Malàisia                      | 329.847    | 27.780.000                    | 84,2                           | Kuala Lumpur                  |
| Singapur                     | Singapur                      | 704        | 4.608.167                     | 6.369,0                        | Singapur                      |
| Tailàndia                    | Tailàndia                     | 514.000    | 65.493.298                    | 121,3                          | Bangkok                       |
| East Timor                   | Timor Oriental                | 15.007     | 1.108.777                     | 63,5                           | Dili                          |
| Vietnam                      | Vietnam                       | 331.690    | 86.116.559                    | 246,1                          | Hanoi                         |
| Àsia meridional:             |                               |            |                               |                                |                               |
| Afghanistan                  | Afganistan                    | 647.500    | 32.738.775                    | 42,9                           | Kabul                         |
| Bangladesh                   | Bangladesh                    | 144.000    | 153.546.901                   | 926,2                          | Dhaka                         |
| Bhutan                       | Bhutan                        | 47.000     | 682.321                       | 14,3                           | Thimphu                       |
| Índia                        | Índia                         | 3.167.590  | 1.147.995.226                 | 318,2                          | Nova Delhi                    |
| Iran                         | Iran                          | 1.648.195  | 65.875.223                    | 42                             | Teheran                       |
| Maldives                     | Maldives                      | 300        | 379.174                       | 1.067,2                        | Malé                          |
| Nepal                        | Nepal                         | 140.800    | 29.519.114                    | 183,8                          | Katmandú                      |
| Pakistan                     | Pakistan                      | 803.940    | 167.762.049                   | 183,7                          | Islamabad                     |
| Sri Lanka                    | Sri Lanka                     | 65.610     | 21.128.773                    | 298,4                          | Sri Jayewardenepura i Colombo |
| Àsia occidental:             |                               |            |                               |                                |                               |
| Aràbia Saudita               | Aràbia Saudita                | 1.960.582  | 23.513.330                    | 12,0                           | Al-Riyad                      |
| Armènia                      | Armènia                       | 29.800     | 2.968.586                     | 111,7                          | Erevan                        |
| Azerbaidjan                  | Azerbaidjan                   | 46.870     | 3.845.127                     | 82,0                           | Bakú                          |
| Bahrain                      | Bahrain                       | 665        | 718.306                       | 987,1                          | Al-Manama                     |
| Emirats Àrabs Units          | Emirats Àrabs Units           | 82.880     | 4.621.399                     | 29,5                           | Abu Dhabi                     |
| Geòrgia                      | Geòrgia                       | 20.460     | 4.630.841                     | 99,3                           | Tbilisi                       |
| Iemen                        | Iemen                         | 527.970    | 23.013.376                    | 35,4                           | Sanaà                         |
| Iraq                         | Iraq                          | 437.072    | 28.221.181                    | 54,9                           | Bagdad                        |
| Israel                       | Israel                        | 20.770     | 7.112.359                     | 290,3                          | Jerusalem                     |
| Jordània                     | Jordània                      | 92.300     | 6.198.677                     | 57,5                           | Amman                         |
| Kuwait                       | Kuwait                        | 17.820     | 2.596.561                     | 118,5                          | Al-Kuwait                     |
| Líban                        | Líban                         | 10.452     | 3.971.941                     | 353,6                          | Beirut                        |
| Oman                         | Oman                          | 212.460    | 3.311.640                     | 12,8                           | Masqat                        |
| Qatar                        | Qatar                         | 11.437     | 928.635                       | 69,4                           | Doha                          |
| Síria                        | Síria                         | 185.180    | 19.747.586                    | 92,6                           | Damasc                        |
| Turquia                      | Turquia                       | 756.768    | 71.892.807                    | 76,5                           | Ankara                        |
| Palestina                    | Palestina Gaza                | 363        | 1.537.269                     | 3.315,7                        | Gaza                          |
| Palestina                    | Palestina                     | 5.860      | 2.611.904                     | 393,1                          | Jerusalem                     |
| Xipre                        | Xipre                         | 9.250      | 792.604                       | 83,9                           | Nicòsia                       |
| Total                        | Total                         | 43.810.582 | 4.050.404.193                 | 89,07                          |                               |

Nota: Part d'Egipte (península del Sinaí) és geogràficament a Àsia occidental.

### Canvis de nom de països
Diversos països asiàtics han canviat de nom durant el segle xx com a resultat de consolidacions, secessions, independències o canvis de règim.
| Antic nom                                        | Any       | Nom actual                                     |
| ------------------------------------------------ | --------- | ---------------------------------------------- |
| Pakistan Est                                     | 1971      | Bangladesh, República Popular de               |
| Kamputxea Democràtica                            | 1975      | Cambodja, Regne de                             |
| Imperi del Gran Qing de la Xina                  | 1911 1949 | Xina, República de Xina, República Popular de  |
| Timor Portuguès                                  | 1975      | Timor Oriental, República Democràtica de       |
| Índies Orientals Neerlandeses                    | 1945      | Indonèsia, República d'                        |
| Imperi Persa                                     | 1935 1979 | Iran, Imperi de Iran, República Islàmica de    |
| Transjordània                                    | 1946      | Jordània, Regne de                             |
| RSS del Kirguizstan (URSS)                       | 1991      | Kirguizstan, República de                      |
| Federació de Malàisia, Sabah, Sarawak i Singapur | 1963      | Malàisia i Singapur                            |
| Birmània                                         | 1989      | Myanmar, Unió de                               |
| Masqat                                           | 1971      | Oman, Sultanat d'                              |
| Pakistan Oest                                    | 1971      | Pakistan, República Islàmica de                |
| Índies Orientals Espanyoles                      | 1565      | Filipines, República de les                    |
| Hejaz-Nejd, Regne de                             | 1932      | Aràbia Saudita, Regne d'                       |
| Aden                                             | 1970      | Iemen del Sud, República Popular de            |
| Ceilan                                           | 1972      | Sri Lanka, República Democràtica Socialista de |
| RSS del Tadjikistan (URSS)                       | 1991      | Tadjikistan, República de                      |
| Siam                                             | 1939      | Tailàndia, Regne de                            |
| Imperi Otomà                                     | 1923      | Turquia, República de                          |
| RSS del Turkmenistan (URSS)                      | 1991      | Turkmenistan                                   |
| Oman de la Treva i Estats de la Treva            | 1971      | Emirats Àrabs Units                            |
| Indoxina francesa                                | 1949      | Vietnam, República Socialista de               |
| Iemen del Nord i Iemen del Sud                   | 1990      | Iemen, República del                           |

## Demografia

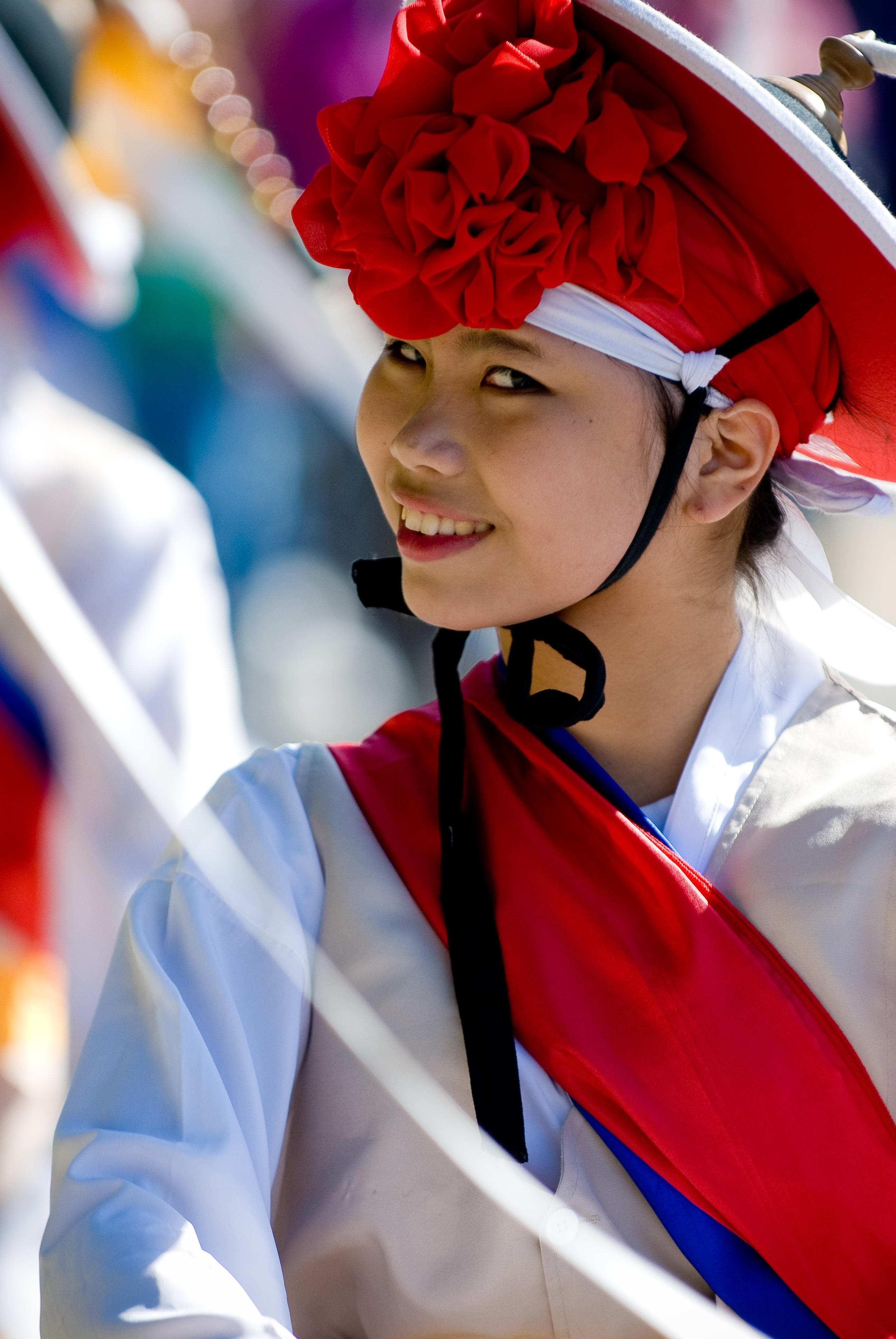
Ballarina en un festival de Corea del Sud

A l'Àsia hi viu més de dues terceres parts de la humanitat, prop de quatre mil milions d'habitants. Es concentra sobretot en la costa del mar de la Xina i en la península indostànica. Una alta proporció poblacional té una edat inferior als 30 anys i els ancians hi són un percentatge relativament minoritari.

### Característiques de la població
La població asiàtica és de diferents característiques, com els de pell groga i d'ulls oblics, que comprèn l'Orient Llunyà des de Sibèria, Xina, el Vietnam, la península de Corea, les illes de Taiwan, Japó, l'arxipèlag malai i filipí. Dins d'aquest grup ètnic, destaquen els indígenes com els malais, de pell bruna o fosca, que es divideixen en diferents branques, ja que en descendeixen els tagals, visais, iloacans, polinesis, melanesis, micronesis, etc. Les ètnies de fenotip blanc comprenen el Mitjà i Pròxim Orient. Entre aquestes, destaquen els àrabs, armenis, jueus, perses, assiris, turcs, russos, etc. Existeixen també algunes ètnies de tipus negroide i migrants de diferents països europeus.

### Població per sexe o gènere
En la major part dels països del continent asiàtic tant de l'Orient Llunyà com l'Orient Mitjà, predominen les persones de sexe masculí excepte en països com el Japó, el Vietnam, Laos, Cambodja, Tailàndia, Birmània, Líban, Israel, Rússia, el Kazakhstan, Armènia, Sri Lanka, entre d'altres, on predominen les persones de sexe femení. Si bé en països com Israel i el Japó, les persones de sexe masculí inferiors als 65 anys són majoritaris, en canvi a les Filipines les dones entre els 15 i els 64 i 65 anys en endavant són majoria. A Rússia, l'alt nombre de dones que té es deu a les guerres que va travessar el país, ja que els homes han anat disminuint com en altres països, principalment de l'Europa oriental, com els altres països europeus i asiàtics. Té més de 3.800 milions d'habitants, que suposen gairebé el 61% de la població mundial. És, a més, el continent més densament poblat.

## Economia

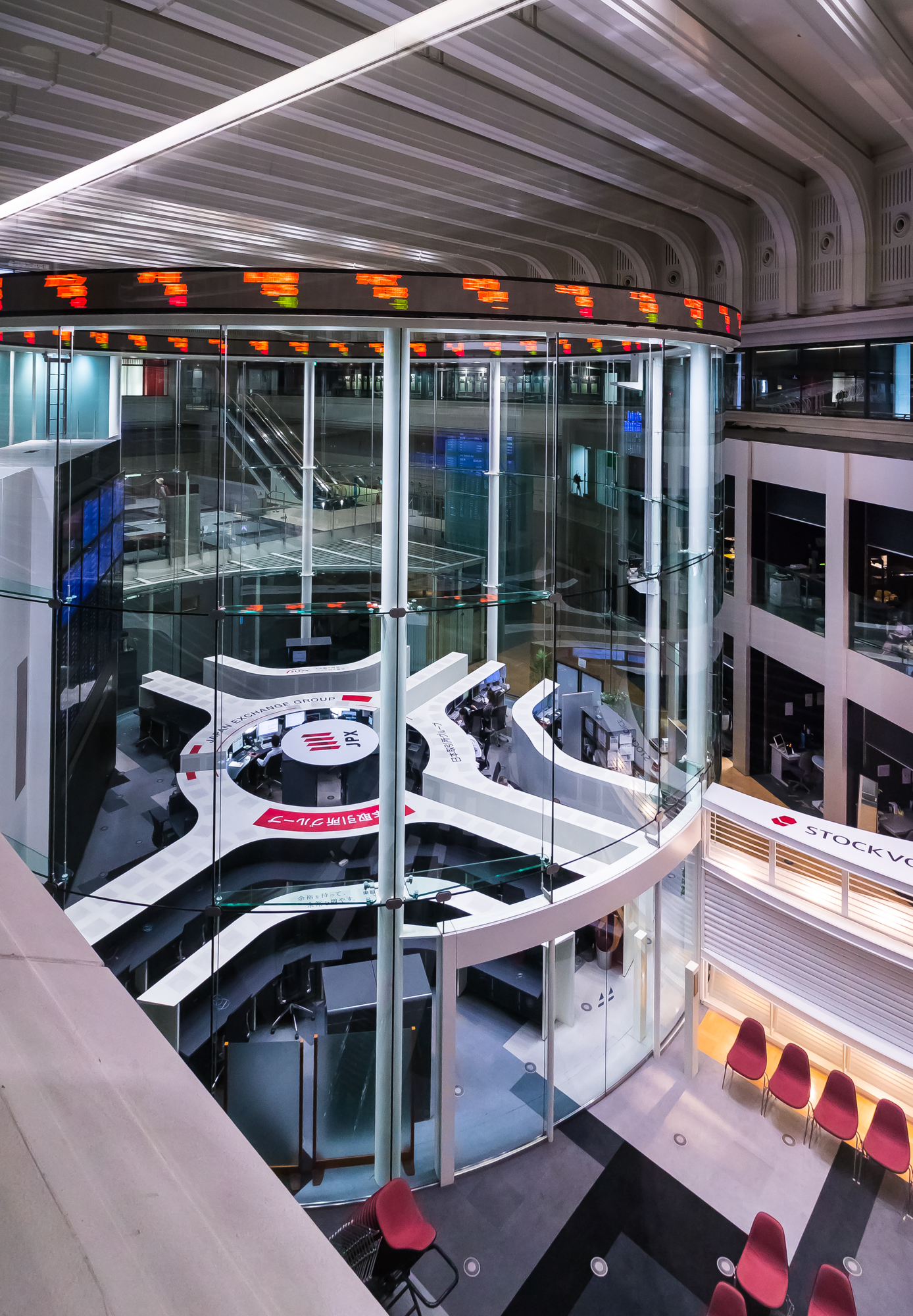
La Borsa de Tòquio és la segona més gran del món

Àsia té l'economia continental més gran tant per PIB Nominal com per PPA del món, i és la regió econòmica de més ràpid creixement. El 2018, les economies més grans d'Àsia eren la Xina, el Japó, l'Índia, Corea del Sud, Indonèsia i Turquia basat en el PIB tant en nominal com en PPA. Segons les ubicacions d'oficines globals de 2011, Àsia va dominar les ubicacions d'oficines amb 4 de les 5 principals a Àsia: Hong Kong, Singapur, Tòquio i Seül. Al voltant del 68 per cent de les empreses internacionals tenen una oficina a Hong Kong.
A finals de la dècada de 1990 i principis de la dècada de 2000, les economies de la Xina i l'Índia van créixer ràpidament, ambdues amb una taxa de creixement mitjana anual de més del 8%. Altres nacions recents d'Àsia amb un creixement molt elevat inclouen Israel, Malàisia, Indonèsia, Bangla Desh, Tailàndia, Vietnam i Filipines, i nacions riques en minerals com ara Kazakhstan, Turkmenistan, Iran, Brunei, els Emirats Àrabs Units, Qatar, Kuwait, Aràbia Saudita, Bahrain i Oman.
Segons l'historiador econòmic Angus Maddison al seu llibre The World Economy: A Millennial Perspective, l'Índia va tenir l'economia més gran del món durant els anys 0 aC i 1000 aC. Històricament, l'Índia va ser l'economia més gran del món durant la major part dels dos mil·lennis des del segle i fins al segle xix, aportant el 25% de la producció industrial mundial. La Xina va ser l'economia més gran i avançada a la terra durant gran part de la història registrada i va compartir el nivell amb l'Índia. Durant diverses dècades a finals del segle xx, el Japó va ser l'economia més gran d'Àsia i la segona més gran de qualsevol nació del món, després de superar la Unió Soviètica (mesurada en producte material net) el 1990 i Alemanya el 1968. Això va acabar el 2010 quan la Xina va superar el Japó per convertir-se en la segona economia més gran del món.
El comerç entre països asiàtics i països d'altres continents es realitza en gran part a les rutes marítimes importants per a Àsia. D'això han sorgit vies principals individuals. La ruta principal condueix des de la costa xinesa al sud passant per Hanoi fins a Jakarta, Singapur i Kuala Lumpur a través de l'estret de Malaca passant per Colombo a Sri Lanka fins a l'extrem sud de l'Índia passant per Malé fins a l'Àfrica oriental Mombasa, des de allà fins a Djibouti, després a través del Mar Roig pel Canal de Suez fins al Mediterrani, allà passant per Haifa, Istanbul i Atenes fins a l'alt Adriàtic fins al centre italià del nord de Trieste amb les seves connexions ferroviàries amb Europa central i oriental o fins a Barcelona i per Espanya i França fins als ports del nord d'Europa. Una part molt menor del trànsit de mercaderies passa per Sud-àfrica fins a Europa. Una part especialment significativa del trànsit de mercaderies asiàtiques es realitza a través del Pacífic cap a Los Angeles i Long Beach. A diferència de les rutes marítimes, la Ruta de la Seda per la ruta terrestre cap a Europa, d'una banda, encara està en construcció i, d'altra banda, és molt més reduïda pel que fa a l'abast. El comerç intraasiàtic, inclòs el comerç marítim, està creixent ràpidament.
L'economia d'Àsia inclou el 60% de la població del planeta i prop del 30% de les terres emergides, és el principal productor global d'aliments, a més de ser el major consumidor; té les majors reserves de la majoria dels minerals. Àsia és el continent que concentra el creixement econòmic més gran i consumeix la majoria del crèdit global, prop del 80% del creixement econòmic mundial, el creixement més gran de la inversió en ciència i tecnologia, inversió en educació i el sector econòmic més gran que puguem imaginar. La cooperació entre el govern, les indústries i el domini de la tecnologia han portat al Japó a l'èxit econòmic.
Per la seva banda, des del 2004, la Unió Europea és el principal soci comercial de la Xina, que al seu torn és el segon soci comercial de l'organització europea. El 2005, la Xina va esdevenir la sisena economia mundial. Amb un creixement oficial del 9,5% anual, l'economia xinesa és considerada com la de major creixement del planeta, mantenint una taxa mitjana superior al 8% des dels anys 1980. També es destaca l'Àsia meridional, amb creixements anuals de 8%.
Moltes zones d'Àsia estan econòmicament subdesenvolupades. Un elevat percentatge de la població del continent es dedica a l'agricultura, malgrat la qual cosa gran part de l'activitat agrícola es caracteritza per collites i una productivitat laboral relativament baixes. En conjunt, una minoria dels asiàtics està emprada en activitats de manufactura; en moltes ocasions, els centres urbans i les indústries no s'han integrat adequadament amb el sector rural. Els sistemes de transport locals i internacionals dels països asiàtics encara estan poc desenvolupats en moltes zones, però han millorat notablement en els últims anys.
No obstant això, hi ha un creixent nombre d'excepcions. El Japó ha modernitzat amb èxit la seva economia, igual que Israel, Corea del Sud, Singapur, Hong Kong i, en menor grau, Indonèsia, Malàisia, Tailàndia, Turquia i els estats petrolífers de la península Aràbiga. En general, han aconseguit taxes de creixement econòmic que superen el 5% anual, un percentatge que s'allunya de les seves taxes de creixement demogràfic. En canvi, tot i que els països del sud-oest d'Àsia han fet progressos, la distribució dels ingressos ha quedat més concentrada que en altres països. Estimulada per les inversions estrangeres a gran escala, la ràpida privatització i la industrialització, la Xina va aconseguir el creixement més ràpid d'Àsia a principis de la dècada de 1990. S'estima que l'economia xinesa va créixer un 12% el 1992, tot i que els nivells de renda per capita van romandre relativament baixos. El Vietnam i Laos, dos dels països més pobres d'Àsia, estan començant a aconseguir un significatiu creixement econòmic i a captar un notable nivell d'inversió estrangera.

### La crisi financera asiàtica del 1997
El juliol del 1997, la moneda tailandesa (el baht) es va devaluar, contradient les repetides declaracions de les autoritats governamentals que això no passaria. En qüestió de dies, les monedes d'Indonèsia, Filipines i Malàisia van ser fortament atacades i van començar a esfondrar-se. Per a finals d'octubre, el won de Corea del Sud es va col·lapsar i la crisi es va generalitzar al continent asiàtic.
Pot sonar paradoxal que, amb prou feines, uns quants mesos abans de la crisi econòmica aquestes economies eren vistes com a sòlides i estables, amb molt bon futur econòmic. Fins i tot, dies abans de la crisi, els analistes financers i econòmics semblaven no tenir la mínima noció del que passaria. El fet que ambdues economies formessin part del grup de les economies més vigilades per la comunitat financera internacional fa aquestes dues característiques encara més insòlites.

### Blocs de comerç
- Cooperació Econòmica de l'Àsia-Pacífic
- Diàleg Econòmic Àsia-Europa
- Associació de Nacions del Sud-est Asiàtic
- Consell de Cooperació per als Estats Àrabs del Golf
- Comunitat d'Estats Independents
- Associació Sud-asiàtica per a la Cooperació Regional

### Recursos naturals
Àsia és el primer continent del món en una gran quantitat de recursos naturals, com petroli, fusta, peix, aigua, arròs, coure i argent.

### Indústria
Tradicionalment, els països asiàtics més potents pel que fa a l'activitat industrial estan situats a l'est i sud-est del continent, principalment Xina, Taiwan, Corea del Sud, Japó, l'Índia i Singapur. Japó i Corea del Sud són importants potències en multinacionals.

### Serveis financers
Àsia té quatre grans centres financers: Mumbai, Hong Kong, Singapur, i Tòquio. Dubai és un important centre financer en creixement i el més important d'Àsia occidental.

## Llengües i literatura

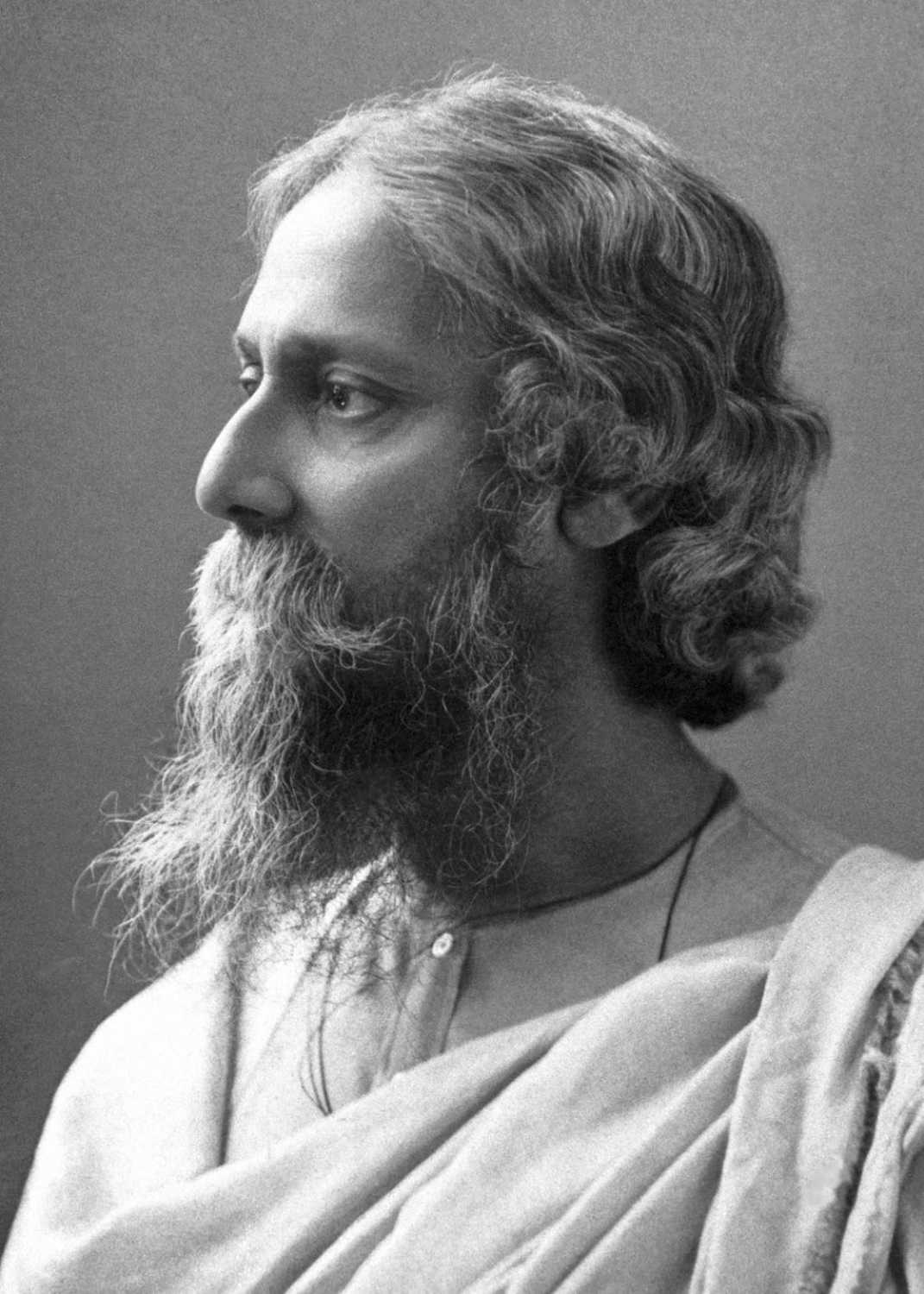
Rabindranath Tagore, el primer Premi Nobel asiàtic

Àsia és un territori amb moltes famílies lingüístiques, així com llengües aïllades. La majoria de països asiàtics tenen més d'una llengua que és parlada de manera nativa. Per exemple, segons Ethnologue, a Indonèsia es parlen més de 600 llengües, a l'Índia més de 415 i a les Filipines més de 100. La Xina té diversos idiomes i molts dialectes a les diferents províncies.
El poeta, dramaturg i escriptor bengalí de Santiniketan Rabindranath Tagore fou l'any 1913 el primer asiàtic a guanyar un Premi Nobel. Altres escriptors asiàtics guanyadors d'aquest premi són: Yasunari Kawabata (Japó, 1966), Kenzaburō Ōe (Japó, 1994), Gao Xingjian (Xina, 2000) i Orhan Pamuk (Turquia, 2006).

## Religió

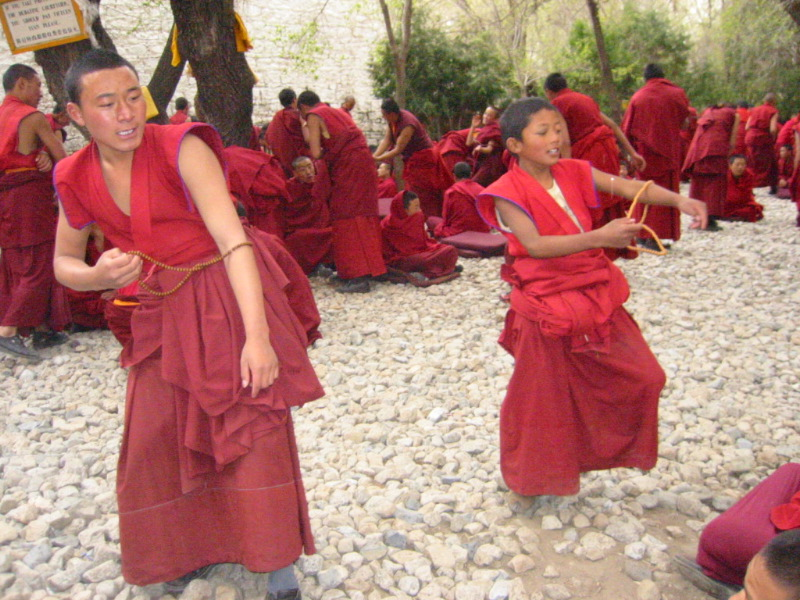
Joves monjos budistes tibetans de Drepung

Àsia és un continent de gran riquesa espiritual i de diametral importància religiosa, ja que les religions més practicades del món van sorgir a l'Àsia, i és bressol de les cinc grans religions mundials, el judaisme, el cristianisme, l'islam, el budisme i l'hinduisme. A causa d'això, països asiàtics com Israel (lloc sagrat per als jueus, cristians i musulmans), Aràbia Saudita (on es troben dues de les tres ciutats santes dels musulmans) i l'Índia (on es troben els llocs sants dels hindús i budistes), reben milions de pelegrins de tot el món.
Altres importants religions sorgides a l'Àsia són el bahaisme (Iran), el confucianisme (Xina), el jainisme (Índia), el sikhisme (Índia), el xintoisme (Japó), el taoisme (Xina) i el zoroastrisme (Iran).
Entre diferents pobles asiàtics, també es practica l'animisme i el xamanisme, des dels seguidors del culte Bön al Tibet, i la religió tradicional xinesa, fins a les creences animistes de diferents tribus indígenes de tot el continent asiàtic.
La religió majoritària d'Àsia és el budisme, practicat principalment a l'Àsia oriental i al Sud-est asiàtic (abasta des del nord de l'Índia i l'Himàlaia fins al Japó), encara que en molts països és practicat de manera sincrètica al costat d'una altra religió nacional (taoisme, confucianisme i religió tradicional xinesa a la Xina, per exemple, sintoisme al Japó, etc.).
De prop, el segueix l'islam, predominant a l'Orient Mitjà i a l'Àsia central (des de la península del Sinaí fins al Pakistan) a més de Malàisia i Indonèsia. L'hinduisme és una altra de les grans religions d'Àsia encara més geogràficament concentrada, és majoritari només a l'Índia i al Nepal, però amb minories en molts països asiàtics.
El judaisme és majoritari a Israel (únic país on és majoria al món), i el cristianisme és majoritari només a les Filipines i té un alt percentatge a Corea del Sud, però té importants minories en tota Àsia.
A diferència d'altres continents, la religió a l'Àsia és de gran importància i en molts països és vista com a part de la identitat ètnica, cosa que ha motivat més d'un conflicte ètnic, com ho són el conflicte araboisraelià, l'enfrontament entre hindús i musulmans a l'Índia, al Pakistan i a Bangladesh, entre hindús i budistes a Sri Lanka, entre musulmans i budistes a Indonèsia, entre musulmans i cristians al Líban i entre hindús i sikhs a l'Índia.

### Mitologia
La mitologia asiàtica és diversa. La primera mitologia coneguda és la mitologia sumèria (en què destaca l'Epopeia de Gilgamesh), la qual va influir a la majoria de religions i mitologies posteriors de la zona. La mitologia hindú parla sobre un avatar del Déu Vixnu en forma de peix que avisà Manu d'una terrible inundació. En l'antiga mitologia xinesa, en el text clàssic Shan Hai Jing, el legislador xinès Yu el Gran va haver de passar 10 anys per controlar un diluvi que assolà l'antiga Xina, i fou ajudat per la dea Nüwa que, literalment, arreglà el cel trencat per on queia la pluja.

### Religions dhàrmiques i taoistes
Les filosofies i religions dhàrmiques, com l'hinduisme, el budisme, el jainisme i el sikhisme, s'originaren a l'Índia. A l'est, particularment a la Xina i al Japó, prengueren forma el confucionisme, el taoisme i el budisme zen.

### Religions abrahàmiques
Les religions abrahàmiques, el judaisme, el cristianisme i l'islamisme s'originaren a l'Orient Pròxim. El judaisme, la més antiga de les tres, és practicada principalment a Israel, a més d'altres petites comunitats en altres països. El cristianisme catòlic és majoritari a les Filipines i a Timor oriental, mentre que a Armènia predomina el cristianisme ortodox. També hi ha importants comunitats cristianes a l'Orient Mitjà, Índia o la Xina. L'islamisme és la religió dominant a la major part de l'est asiàtic, tot i que també és la religió majoritària en països com Indonèsia i Malàisia (sud-est asiàtic); Pakistan, Bangladesh o Iran (Àsia meridional); l'Àsia central i a bona part de Rússia.

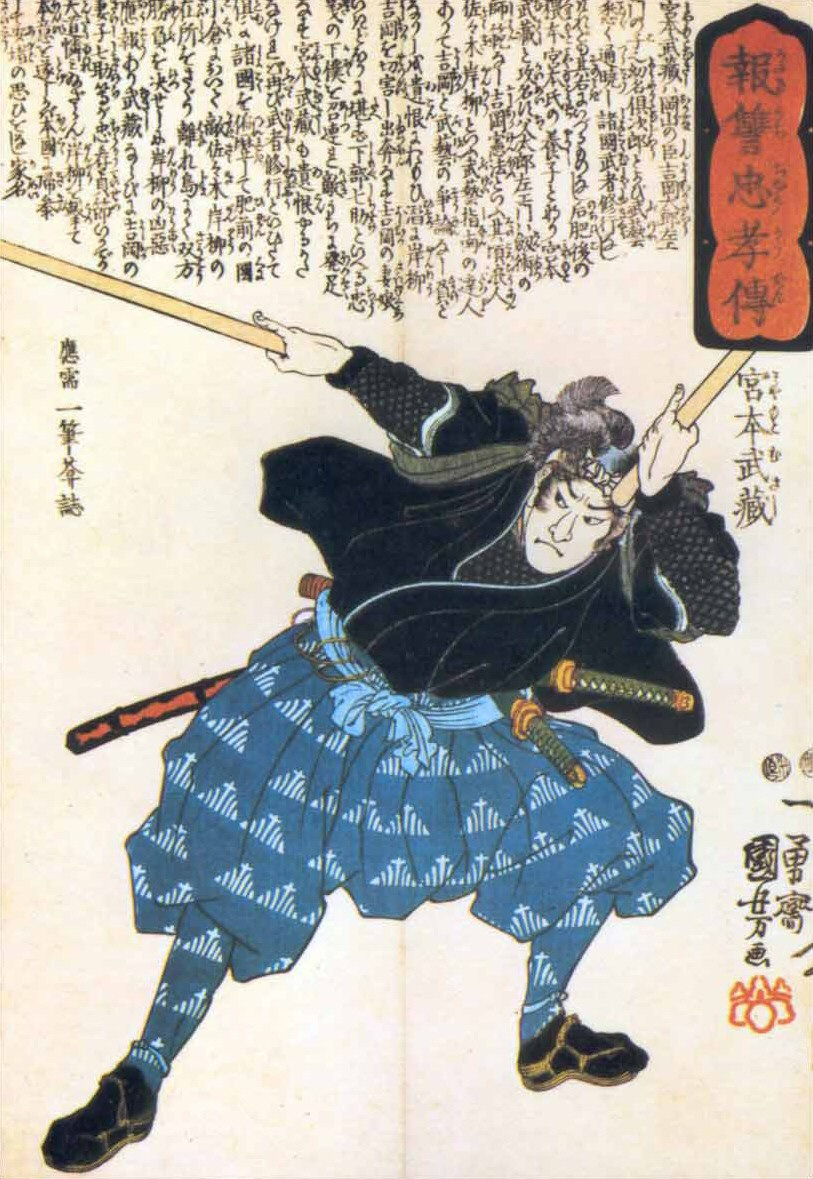
Miyamoto Musashi, una representació de les arts marcials del Japó

### Altres religions
Altres religions del continent són el zoroastrisme i el xamanisme, practicats a l'Iran i Sibèria, respectivament, el xintoisme practicat al Japó (usualment amb el budisme) i l'animisme en algunes parts de l'Índia i el sud-est asiàtic.

## Esports
Al continent, es practiquen diferents estils esportius, encara que a l'Extrem Orient els més populars són les arts marcials com el judo, el karate, l'aikido, el kenjutsu, el bojutsu, el ninjutsu, el kenpo, entre d'altres originaris del Japó. El tai-txi-txuan, el kung fu, el choy lee fut, el shaolin, entre altres d'originaris de la Xina. El taekwondo, l'Hapkido, el Taekkyon, el Tangsudo, entre d'altres a Corea. L'Eskrima, el kali filipí i d'altres són originaris de les Filipines. A més, també en el continent s'han fet famosos altres esports com el futbol, el bàsquet, la natació, l'esgrima, la gimnàstica, el tennis, el voleibol, etc.
Certs països asiàtics, agrupats en el Consell Olímpic d'Àsia, han destacat en diferents tornejos en l'àmbit continental o internacional, com els Jocs Asiàtics celebrats a partir del 1951 en diferents països del continent, els Jocs de la Mancomunitat, els Jocs de la Francofonia; Filipines i Timor oriental han participat en un dels esdeveniments esportius dels Jocs Iberoamericans.
El Japó va ser el primer país del continent a inaugurar els Jocs Olímpics, els Jocs Olímpics d'Estiu de 1964. També han estat seu olímpica Corea del Sud a Seül 1988 i la Xina a Pequín 2008. A més, per primera vegada dos països junts, el Japó i Corea del Sud, van ser els amfitrions de la Copa del Món de Futbol de 2002. També serà Qatar seu de la Copa del Món de Futbol de 2022. Yao Ming és el millor esportista de la història xinesa i juga a l'NBA en els Houston Rockets, Park Ji-sung és un dels millors futbolistes sud-coreans i juga al Manchester United.